# Спартак (стадион, Бобруйск)
«Спарта́к» — многофункциональный спортивный комплекс в Бобруйске (Белоруссия). Используется главным образом для проведения футбольных матчей. Является домашним стадионом ФК «Белшина». Максимальная вместимость стадиона — 3700 человек.

## История
Построен на месте старого кладбища в апреле 1934 года. В 2004 году проведён первый этап реконструкции. В 2006 году после второго этапа реконструкции приобрёл современные вид и вместимость, а также допуск к проведению международных матчей. Имеет две трибуны, одна частично закрыта крышей, установленной над пресс-центром.
В 2012 году на второй трибуне на центральном секторе была установлена крыша. По словам директора ФК Белшина Михаила Бондаренко, в 2015 году планируется обе трибуны полностью накрыть крышей.